# Herbert Farnworth

a Compétitions nationales et continentales officielles uniquement.

b Matchs officiels uniquement.
Herbert Farnworth dit Herbie Farnworth, né le 23 décembre 1999 à Burnley (Royaume-Uni), est un joueur international anglais de rugby à XIII évoluant au poste de centre ou d'ailier dans les années 2010 et 2020.
Natif de Burnley, Herbert Farnworth partage son temps entre le football et le rugby à XIII. Intégré au centre de développement du club de football de Manchester United, il opte finalement pour le rugby à XIII avant de s'expatrier en Australie après avoir été détecté. Il intègre le club des Brisbane Broncos, d'abord dans la section jeune avant de prendre part à des rencontres de National Rugby League (« NRL ») avec ce dernier de 2019 à 2023. Il dispute notamment la finale de la NRL en 2023 et y est désigné meilleur centre du championnat. En 2024, il signe pour les Dolphins et est de nouveau désigné meilleur centre du championnat
Centre référence en NRL, il compte également 4 sélections avec l'équipe d'Angleterre prenant part à la Coupe du monde en 2022.

## Palmarès
- Collectif: 
  - Finaliste de la National Rugby League : 2023 (Brisbane).

- Individuel : 
  - Élu meilleur centre de la National Rugby League : 2023 (Brisbane) et 2024 (Dolphins).

### Statistiques
| Saison | Saison           | Championnat           | Championnat | Championnat | Championnat | Championnat | Championnat | Championnat | Sélection | Sélection | Sélection | Sélection | Sélection | Sélection | Sélection |
| Saison | Saison           | Comp.                 | Class.      | M           | Pts         | Ess.        | Buts        | Dp.         | Comp.     | M         | Pts       | Ess.      | Buts      | Dp.       |           |
| ------ | ---------------- | --------------------- | ----------- | ----------- | ----------- | ----------- | ----------- | ----------- | --------- | --------- | --------- | --------- | --------- | --------- | --------- |
| 2019   | Brisbane Broncos | National Rugby League | 1er tour    | 2           | -           | -           | -           | -           |           |           |           |           |           |           |           |
| 2020   | Brisbane Broncos | National Rugby League | 16e         | 19          | 30          | 6           | 3           | -           |           |           |           |           |           |           |           |
| 2021   | Brisbane Broncos | National Rugby League | 14e         | 20          | 34          | 3           | 11          | -           |           |           |           |           |           |           |           |
| 2022   | Brisbane Broncos | National Rugby League | 9e          | 12          | 40          | 10          | -           | -           | CM        | 4         | 12        | 3         | -         | -         |           |
| 2023   | Brisbane Broncos | National Rugby League | Finaliste   | 26          | 60          | 15          | -           | -           |           |           |           |           |           |           |           |
| 2024   | Dolphins         | National Rugby League | 10e         | 20          | 32          | 8           | -           | -           |           |           |           |           |           |           |           |